# Ратко Радивојевић
Ратко Радивојевић (Нови Сад, 15. јануар 1951 — Тител, 14. мај 2015) био је српски и југословенски филмски и позоришни глумац.

## Биографија
Рођен је 15. јануара 1951. године у Новом Саду. Члан новосадског Позоришта младих био је од 1973. до 1979. и од 1988. до краја каријере. Играо је и у КПГТ-у, као и Српском народном позоришту.
Каријеру су му обележиле улоге у дечјим представама, за које је често и награђиван (Куцко у “Куцкавој бајци”, Мађионичар у “Причи о левој гуски”). Анимирао је лутке и синхронизовао цртаће у популарним дечјим ТВ серијама на ТВ Нови Сад (“Луткомедија”, “Лаку ноћ, децо”), а играо је и на филму (“Велики транспорт”, “Живот је леп”, “Тако се калио челик”, “Вуковар, једна прича”).
Последње деценије, био је препознатљив као оснивач и вођа аутентичне позоришне трупе “Брод театар”, с пројектом “Пловним путевима Војводине”.
Преминуо је после краће и тешке болести 14. маја 2015. године у Тителу, где је и сахрањен.

## Филмографија
| Год.     | Назив                             | Улога                 |
| -------- | --------------------------------- | --------------------- |
| 1980.-те |                                   |                       |
| 1981.    | База на Дунаву                    |                       |
| 1982.    | Залазак сунца                     |                       |
| 1983.    | Велики транспорт                  |                       |
| 1985.    | Живот је леп                      |                       |
| 1986.    | Шпадијер-један живот              |                       |
| 1986.    | Срећна нова '49.                  |                       |
| 1987.    | Вук Караџић                       |                       |
| 1987.    | Последње лето детињства           |                       |
| 1988.    | Луткомендија                      |                       |
| 1988.    | Дечји бич                         | Друг Хранисављев      |
| 1988.    | Лето (ТВ)                         |                       |
| 1990.-те |                                   |                       |
| 1990.    | Секс — партијски непријатељ бр. 1 | Члан комитета 2       |
| 1992.    | Јевреји долазе                    | Слепи са псом         |
| 1994.    | Вуковар, једна прича              | Зенга                 |
| 1998.    | Ликвидација                       |                       |
| 2000.-те |                                   |                       |
| 2009.    | Срце је мудрих у кући жалости     | Живота                |
| 2010.-те |                                   |                       |
| 2012.    | Јагодићи                          | Шеф сале у Сланкамену |